# Makram Slama
Makram Slama, né le 18 mai 1987, est un handballeur tunisien.
En 2019, il fait partie d'un stage de la sélection nationale en vue des Jeux africains et du championnat d'Afrique des nations.

## Carrière
En 2012, il quitte le Sporting Club de Moknine pour le Club africain. En 2017, il rejoint le Qatar et le club d'Assod avant de revenir au Club africain une saison plus tard.
Après avoir remporté deux championnats, une coupe de Tunisie, deux titres africains et un titre arabe avec le CA, il rejoint en 2022 l'Espérance sportive de Tunis.

## Palmarès
- Vainqueur du championnat de Tunisie : 2015, 2022
- Vainqueur de la coupe de Tunisie : 2015
- Vainqueur du championnat arabe des clubs champions : 2012
- Médaille de bronze à la Ligue des champions d'Afrique 2013 (Maroc)
- Médaille d'or à la Ligue des champions d'Afrique 2014 (Tunisie)
- Médaille d'or à la Supercoupe d'Afrique 2015 (Gabon)